# Saison 5 de New York, section criminelle
Chronologie
Saison 4 Saison 6
Cet article présente la cinquième saison de la série policière New York, section criminelle.

## Synopsis de la saison
Cette série met en scène une unité d'élite chargée d'enquêter sur des meurtres extrêmement violents en cernant la psychologie des meurtriers.

## Distribution
- Vincent D'Onofrio : inspecteur Robert Goren
- Kathryn Erbe : inspecteur Alexandra Eames
- Jamey Sheridan : capitaine James Deakins
- Chris Noth : Inspecteur Mike Logan
- Annabella Sciorra : Détective Carolyn Barek
- Courtney B. Vance : substitut du procureur Ron Carver

## Liste des épisodes

### Épisode 1:Une seconde chance
- États-Unis : 25 septembre 2005 sur NBC
- France : 2 juillet 2006 sur TF1

- Olivia d'Abo (Nicole Wallace / Leslie Eastman)
- Leslie Hendrix (Dr Elizabeth Rodgers)
- Adam Auslander (Max)
- Hudson Cooper (Inspecteur Ridgemont)
- Joseph Eid (Officier Oger)
- Camille Gaston (Raynard)
- Boris McGiver (Larry Chapel)
- Kevin J. O'Connor (Dr. Evan Chapel)
- Molly Gottlieb (Gwendoline "Gwen" Chapel)
- George Hahn (Louis Ramsford)
- Grace Hsu (Ella Weizang)
- Robert Kim (Le juge Wing)

### Épisode 2:La Déchéance
- États-Unis : 2 octobre 2005 sur NBC
- France : 9 juillet 2006 sur TF1

- Polly Adams (Norma Sutz)
- Blanche Baker (Miriam Engles)
- Anna Berger (Amy)
- Nick Choksi (Docteur Sanjay)
- Sanjit De Silva (V.J.)
- Larry Fessenden (Boaz)
- Nick Frew (Martino)
- Mateo Gomez (M. Damaso)
- Michael Barry Greer (Morre)
- Adam Heller (Jack Engles)
- Kendra Leigh Landon (Elsa)
- Philip Levy (Kev)
- Josh Lewis (Garrett)
- Zoe Lister-Jones (Maya Sampson)
- Jack Luceno (Gregg)
- Dan Remmes (Allan)
- David Rodgers (Dave Pullman)
- Bo Rucker (Buster)
- Peter Scanavino (Johnny Feist)
- Frank Senger (Dustin)
- Matthew Simon (Roy Sampson)
- Yanick Thomassaint (Zombie)
- Tiffany Thompson (Richelle)
- Tamara Torres (Mme Damaso)
- Peter Vouras (Jay)
- Rebecca Wisocky (Dede Feist)

### Épisode 3:Victime ou Bourreau
- États-Unis : 9 octobre 2005 sur NBC
- France : 2 juillet 2006 sur TF1

- Brad Aldous (Kagan)
- Corbin Bernsen (William Hendry / Bill Marsh)
- Elizabeth Marvel (Jenny Hendry / Wendy LeBlanc)
- Alison Bartlett (Hope Marsh)
- Michael Gladis (Donny)
- Anslem Richardson (Agent Jerrold)
- Michael Santoro (Jake)
- Jeff Still (Reid Branch)
- Brian Tarantina (Vic Bowman / Mitch LeBlanc)
- Haneefah Wood (Ellie Graham)

### Épisode 4:Erreur sur la personne
- États-Unis : 16 octobre 2005 sur NBC
- France : 23 juillet 2006 sur TF1

- John Michael Bolger (Agent Long)
- Kelly Karbacz (Renata Virgini)
- David Keith (Agent Mark Virgini)
- Nick Sandow (Inspecteur Albert Kirkoff)
- Frank Santorelli (Peter Taglioti)

### Épisode 5:Pénitence
- États-Unis : 23 octobre 2005 sur NBC
- France : 23 juillet 2006 sur TF1

- Barbara Andres (La Mère supérieure)
- Justin Aponte (Matteo)
- Brittany Bacote (Tishnaya)
- Julie Caitlin Brown (Sœur Edwina)
- Bill Camp (Mickey)
- Bill Cwikowski (Inspecteur Danny Dougherty)
- Juani Feliz (Esperanza)
- Felix Delgato (Enrique)
- Larry Gilliard Jr. (Eddie Roberts)
- Marc Aden Gray (Père Manning)
- Feliz Juani (Esperanza)
- George Loros (M. Del Marco)
- Susanne Marley (Sœur Theresa)
- Barry Martin (James Jones)
- Marion McCorry (Sœur Amélia)
- Susan Misner (Sœur Olivia / Angie Del Marco)
- Sal Mistretta (Wright)
- Cheryse Nicol Pickens (Desiree)
- Nancy Rodriguez (Sœur Maria)
- George R. Sheffey (M. Nivon)
- Sandor Tecsy (Rekhet)
- Amy Wright (Sœur Dorothy)

### Épisode 6:Portées disparues (part.1)
- États-Unis : 6 novembre 2005 sur NBC
- France : 1er avril 2007 sur TF1

- Lucinda Jenney (Elise Garrett)
- Oni Faida Lampley (La mère de Tianna)
- Billy Lush (Conroy 'Connie' Smith)
- Kathleen McNenny (Mme Lunden)
- Colm Meaney (Juge Harold Garrett)
- Matt O'Leary (Ethan Garrett)
- Fred Dalton Thompson (Procureur Arthur Branch)
- Jake Weary (Tim Stenton)

Ce double épisode comporte un générique spécial. En effet, afin de conserver la durée habituelle du générique tout en mentionnant l'ensemble des acteurs, un générique spécial a été créé, avec des images issues des épisodes 6 et 7, et les acteurs sont crédités au générique dans l'ordre suivant :
- Vincent d'Onofrio et Katryn Erbe (sur un plan commun).
- Chris Noth et Annabella Sciorra (sur un plan commun).
- Jamey Sheridan.

### Épisode 7:Le Voile est levé (part.2)
- États-Unis : 6 novembre 2005 sur NBC
- France : 1er avril 2007 sur TF1

- Lucinda Jenney (Elise Garrett)
- Oni Faida Lampley (La mère de Tianna)
- Billy Lush (Conroy 'Connie' Smith)
- Kathleen McNenny (Mme Lunden)
- Colm Meaney (Juge Harold Garrett)
- Matt O'Leary (Ethan Garrett)
- Fred Dalton Thompson (Procureur Arthur Branch)
- Jake Weary (Tim Stenton)

Ce double épisode comporte un générique spécial. En effet, afin de conserver la durée habituelle du générique tout en mentionnant l'ensemble des acteurs, un générique spécial a été créé, avec des images issues des épisodes 6 et 7, et les acteurs sont crédités au générique dans l'ordre suivant :
- Vincent d'Onofrio et Katryn Erbe (sur un plan commun).
- Chris Noth et Annabella Sciorra (sur un plan commun).
- Jamey Sheridan.

### Épisode 8:Sauver la face
- États-Unis : 27 novembre 2005 sur NBC
- France : 8 avril 2007 sur TF1

- Cynthia Addai-Robinson (Jeanette)
- Rosie Berrido (Louisa)
- Blaire Brooks (Antonia Wilson)
- Kate Buddeke (Dolores Livanski)
- Megan Byrne (Judy)
- J. Bernard Calloway (Officier Rollins)
- Lynn Cohen (Anna Ansel)
- Gilbert Cruz (Clemente)
- Richard D'Alessandro (Inspecteur Hirschon)
- Erin Fritch (Kerri Livanski)
- Kevin Geer (Jules Livanski)
- Yetta Gottesman (Aricelle Aragon)
- Kate Kearney-Patch (Mme Corbet)
- Vincent Laresca (Antonio Moralès)
- Kenneth Lee (Way Lee Chang)
- Tirlok Malik (Patel)
- Samantha Mathis (Dr Christine Ensel)
- Tuck Milligan (Lorentz)
- Julio Monge (Lt Gaitan)
- Sue-Anne Morrow (Sandra Markham)
- Nelson Pena (Oscar)
- Raisy Pereyra (Ellesandra)
- Shirley Roeca (Rita)
- Christen Simon (Bennis)
- Henry Strozier (Léo Ansel)
- April Yvette Thompson (Francine)
- Nancy Ticotin (Yolanda Salvo)
- Paco Tolson (Miguel)

### Épisode 9:Mélodie macabre
- États-Unis : 4 décembre 2005 sur NBC
- France : 6 août 2006 sur TF1

- Opal Alladin (Maureen Hills)
- Angel David (Inspecteur David Kahn)
- Jose Febus (Tony)
- Ryan King (Watti)
- Nelson Lee (Kevin Lee)
- Shawn Love (Assistant)
- Jasika Nicole (Gisella)
- DJ Qualls (Robbie Boatman)
- Lily Rabe (Siena Boatman)
- Peter Samuel (Walter Bouck)
- Ciaran Tyrrell (Aidan Grant)
- Paul Urcioli (Tucker)
- Jennifer Van Dyck (Dr Katrina Pynchon)

### Épisode 10:L'Enfant chéri
- États-Unis : 8 janvier 2006 sur NBC
- France : 30 juillet 2006 sur TF1

- Ursula Abbott (Jill)
- Adeel Akhtar (Hazim)
- Harry O'Reilly (Henry Vinson)
- Elizabeth Berkley (Danielle Quinn)
- Paul Boocock (Steve)
- Heather Burns (Claire Quinn)
- Kent Cassella (Joseph Sabo)
- Arlene Chico-Lugo (Sheila)
- John Fiske (Warden)
- Joe Forbrich (Inspecteur Gordano)
- Carlin Glynn (Mme Quinn)
- Lynda Gravatt (Juge Tamara Kingston)
- Christopher McDonald (Declan Pace)
- Declan McTigue (Charlie Quinn Craddock)
- Rory McTigue (Charlie Quinn Craddock)
- Sandra Mills Scott (Loretta)
- Lee Roy Rogers (Marilyn Pace)
- Marisa Redanty (Molly Sabo)
- Eric Thal (en) (Don Craddock)

### Épisode 11:La Beauté du meurtre
- États-Unis : 15 janvier 2006 sur NBC
- France : 13 août 2006 sur TF1

- Remy Auberjonois (Zelman)
- Clyde Baldo (Wesley Banyon)
- Purva Bedi (Dr Richland)
- John Bolger (Russ Corbett)
- Daniel Cantor (Jeff Potter)
- Mark H. Dold (Vitas)
- Wynn Everett (en) (Mala Marsden)
- Jack Ferver (L'assistant Lenny)
- Ken Forman (Dave)
- Joe Gonzalez (Inspecteur Petey)
- Judith Hawking (Amy Ford)
- Mariann Mayberry (Monica Corbett)
- Daniel Mooney (Juge Palnick)
- Tom Alan Robbins (Arnold Curry)
- James Matthew Ryan (Fred)
- John Scherer (Ralph Moody)
- Lee Sellars (Lenny)
- Michael Stuhlbarg (Marcel Costas)
- Brette Taylor (Sammie)
- Duffy Ward (Inspecteur Geraldo)
- Dana Wheeler-Nicholson (Hilary Marsden)
- Michael York (Bernard Fremont)
- Stephen Kunken (un fournisseur)

### Épisode 12:Aller simple pour l'enfer
- États-Unis : 22 janvier 2006 sur NBC
- France : 20 août 2006 sur TF1

- E.J. Bonilla (Frazo)
- Alma Cuervo (Carla Geddens)
- Ethan Embry (Art Geddens)
- Ramon Fernandez (Roderico)
- Ray Fitzgerald (John Gomard)
- Tia Dionne Hodge (Marcy)
- Pamela Holden Stewart (Lauren Scully)
- Zachary Knower (Scott Stroll)
- Eron Otcasek (Paul)
- Lucas Papaelias (Bill)
- Mike Pniewski (Del Geddens)
- Brad Renfro (Scott Stroll)
- Rob Leo Roy (Shep Britley)
- Zuzanna Szadkowski (Trina)
- Louis Vanaria (Frist)
- M. David Walton (Agent de la police scientifique Zimmerman)
- Sam Breslin Wright (Josh Kelly)
- Henry Yuk (Bradley)

### Épisode 13:Pour l'honneur de la famille
- États-Unis : 12 mars 2006 sur NBC
- France : 3 septembre 2006 sur TF1

- Michael Berresse (Oscar Landau)
- Jessica Blank (Sheila Dwyer)
- Mark Blum (Professeur Larry Lewis)
- Tony Campisi (Juge Gutierrez)
- Cindy Cheung (Anna Leung-Slaughter)
- Bing Gaumer-Klein (Emma Slaughter)
- Anthony Grasso (Inspecteur Farber)
- Wai Ching Ho (Mme Wong)
- Amy Hohn (Jeanne Ligotti)
- C.S. Lee (Inspecteur Mike Lew)
- Ali Marsh (Grace Slaughter)
- Malcolm McDowell (Jonas Slaugter)
- Matthew Morrison (Chance Slaughter)
- Elizabeth Reaser (Jillian Slaughter)
- Nancy Wu (Ellen Cho)

### Épisode 14:En service commandé
- États-Unis : 19 mars 2006 sur NBC
- France : 22 avril 2007 sur TF1

- David Alan Basche (Jay Kendall)
- Thomas Baylen (Colin Jukes)
- Lev Gorn (Anton)
- Georgia Hatzis (Paula Kendall)
- Ed Hodson (Craig Rorick)
- Tom Jackson (Chef Johnson)
- Joseph Kolinski (Don Miloknay)
- Josh Liveright (Victor Ferguson)
- Bruce McGill (Peter Bellingham)
- Ian McWethy (Jud Rorick)
- Joe Passaro (Lou Nesbitt)
- Garry Pastore (Ryan)
- Mizuo Peck (Sheila)
- Jonno Roberts (Stephen Talbot)
- Amy Wilson (Claudia Swann)

### Épisode 15:Une vie par erreur
- États-Unis : 26 mars 2006 sur NBC
- France : 27 août 2006 sur TF1

- Talia Balsam (Victoria Carson)
- Nick Basta (Inspecteur Hadrian)
- Sonnie Brown (Joslyn)
- E.J. Carroll (Jérôme)
- Leroy McClain (Berto)
- Christopher McHale (Pulaski)
- Duane McLaughlin (Rafe)
- Vincent Piazza (Eric Newsome)
- Alison Pill (Lisa Ramsey)
- Eric Saiet (Francis McKenna)
- Nick Taylor (Stu)
- Jessica Collins (Nikki Newsome)
- Jonathan Tucker (Drew Ramsey)
- David Wagner (Ron Newsome)
- Cornell Womack (Rick Swaran)

### Épisode 16:Le Rideau tombe
- États-Unis : 9 avril 2006 sur NBC
- France : 17 juin 2007 sur TF1

- Alberto Bonilla (Morales)
- David Chandler (Matthew)
- Brud Fogarty (Officier Rossi)
- Samuel Ray Gates (Inspecteur)
- Anna George (Dr Anita Chandary)
- Marin Ireland (Laura Booth)
- Ron Cephas Jones (Reggie Banks)
- Catherine Kellner (Mimi)
- Alice Krige (Gillian Booth)
- Jesse Lenat (George)
- Keith Reddin (Todd)
- Julian Sands (Philip Reinhardt)
- Kate Skinner (Joyce Brandt)
- Catherine Wolf (Juge Saughnessy)
- Catherine Zambri (Roxie)
- Steve Zettler (Juge Henry)

### Épisode 17:Chambre libre
- États-Unis : 16 avril 2006 sur NBC
- France : 10 juin 2007 sur TF1

- Desmond Harrington (Tim Rainey)
- Scott Decker (Pete)
- Jonathan Walker (Agent Fred Welken)
- Emily Bergl (Alice)
- Kristin Vogelsong (Megan Cole)
- Gustave Johnson (Juge Desmond Evans)
- Michael Ornstein (Philip)
- Marla Schaffel (Ellen Rainey)
- Chris McKinney (Det. Carrera)
- Charity Henson (Stella)
- Zoe Perry (Wendy)

### Épisode 18:Sortilèges
- États-Unis : 23 avril 2006 sur NBC
- France : 22 avril 2007 sur TF1

- Sarah Uriarte Berry (Kristy Jackson)
- Sherri Saum (Lydia Wyatt)
- Oscar Isaac (Robbie Paulson)
- Tina Fabrique (Mama Louise)
- Lawrence Feeney (Inspecteur Lagesse)
- Libby George (Mme Weatherly)
- Sarah Glendening (Sarah Jackson)
- Mateo Gomez (M. De Silva)
- Irma-Estel LaGuerre (Une femme)
- Bridget Moloney (Cheryl)
- Sally Wilfert (Valery)

### Épisode 19:Le Flambeur
- États-Unis : 30 avril 2006 sur NBC
- France : 15 avril 2007 sur TF1

- Sidne Anderson (Gigi)
- Tony Cucci (Dom)
- Adam Dannheisser (Hank)
- Maria Dizzia (Daphné)
- Jesse Dowdeswell (Max)
- Gibson Frazier (Rogelio)
- Barbara Garrick (Pam Williams)
- Barbara Haas (Alice)
- Sandra Joseph (Dory Rosencrantz)
- Jack Martin (Bono)
- Michael Mastro (Jack Rosencrantz)
- Derek Michalak (Alan)
- John Palumbo (Artie)
- John Pankow (Phil Lambier)
- Jay Patterson (Benton Williams)
- Michèle Pawk (Shari Frost)
- Lou Taylor Pucci (Joey Frost)
- Wass M. Stevens (Gil Costello)

### Épisode 20:Machines à tuer
- États-Unis : 7 mai 2006 sur NBC
- France : 15 avril 2007 sur TF1

- Jayce Bartok (Pezzy)
- Robert Clohessy (Lt Roger Lemoyne)
- Whoopi Goldberg (Chesley Watkins)
- Carolyn McCormick (Dr Elizabeth Olivet)

### Épisode 21:Le Feu aux poudres
- États-Unis : 14 mai 2006 sur NBC
- France : 24 juin 2007 sur TF1

- Patricia R. Field (Pasteur Jocelyn Freeman)
- Beth Fowler (Margaret Collo)
- Frank Girardeau (Ministre Paul Ellison)
- Josh Hamilton (Justin Reid)
- Robert C. Kirk (Steve Yarrow)
- Diego Lopez (Officier Martinez)
- J. Paul Nicholas (Naseef Hacim)
- Angela Pietropinto (Sharon Wingert)
- Anslem Richardson (Révérend James Hamlin)
- Thom Rivera (Père Michael Capicia)
- David Zayas (Fire Marshall)
- Theresa Russell (Regina Reid)
- Adam Scarimbolo (Glynn Reid)
- Jack Walker (Don "Pic" Picard)
- Stewart J. Zully (Vic Branzino)

### Épisode 22:La Honte de la famille
- États-Unis : 14 mai 2006 sur NBC
- France : 24 juin 2007 sur TF1

- Inga Ballard (Brock)
- Craig Bockhorn (Dan Colemar)
- Michael Bolus (Jules Bremner)
- Helen Coxe (Claris Randolph)
- Kevin Dunn (Inspecteur Carson Laird)
- Tom Riis Farrell (M. Kenter)
- Thomas Guiry (Marcus Randolph)
- John Hickok (Danville)
- Elisabeth Moss (Rebecca Colemar)
- Keith Nobbs (Kévin Colemar)
- Chandler Parker (Ray Ray)
- Harry Prichett (Nick Beal)
- Margaret Reed (Ronda Beal)
- Carmen Roman (Juge Kate Yamin)
- Jonathan Sale (Gruber)
- Jake M. Smith (Jay Donahue)
- Virginia Louise Smith (Substitut du Procureur Janice Connolly)
- Lynne Wintersteller (Lily Colemar)